# Cisticole de Carruthers
Cisticola carruthersi
Pour les articles homonymes, voir Carruthers.
Espèce
Statut de conservation UICN

 LC  : Préoccupation mineure
Le Cisticole de Carruthers (Cisticola carruthersi), ou Cisticole des papyrus, est une espèce d'oiseau de la famille des Cisticolidae. C'est une des espèces qualifiées d'endémiques du papyrus (Cyperus papyrus).

## Morphologie
Cet oiseau a le dos gris foncé et le ventre gris clair. La gorge est blanche. La queue, d'un gris très sombre, porte des bandes blanches. La tête présente une calotte marron châtain. Le bec est fin et noir.

## Répartition et habitat

### Habitat
Cet oiseau vit sur les rives des marais, lacs et fleuves africains bordés par des papyrus.

### Répartition et populations
Cette espèce vit en Afrique et peut se rencontrer au Burundi, dans la République démocratique du Congo, au Kenya, au Rwanda, en Tanzanie et en Ouganda.
La population mondiale a été estimée à environ 370 000 individus.

## Le Cisticole de Carruthers et l'Homme

### Statut et préservation
Cette espèce a été classée par l'UICN dans la catégorie LC (préoccupation mineure), du fait de sa population relativement importante.

#### Photos et vidéos
- Photo d'un adulte en Tanzanie sur African Bird Club
- Vidéo de Cisticola carruthersi sur IBC